# Aloe classenii
Aloe classenii é uma espécie de liliopsida do gênero Aloe, pertencente à família Asphodelaceae.